# Guerre en Écosse au Moyen Âge
Cet article traite des hommes d'armes et des systèmes militaires ayant existé en Écosse entre la mort de Domnall II en 900 et celle du roi Alexandre III en 1286

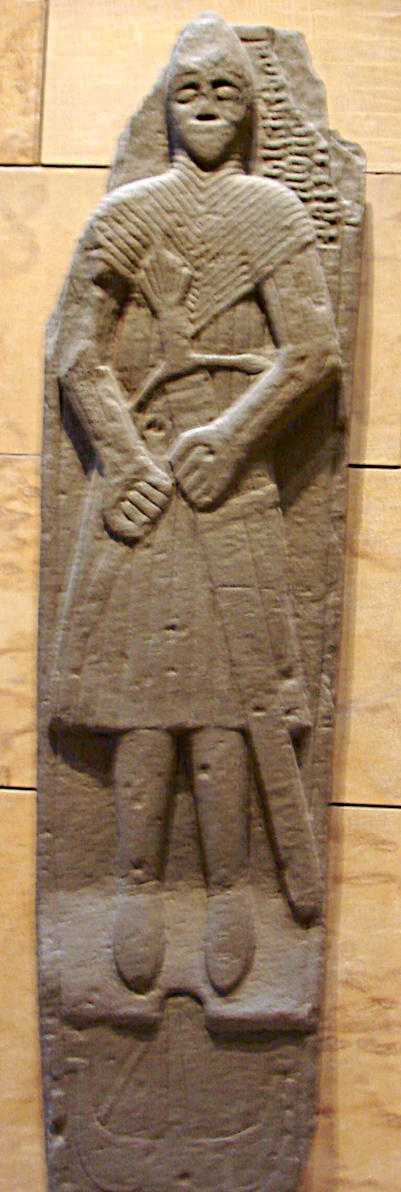
Guerrier gaélique médiéval figurant sur un gisant à Finlaggan. Il est originaire des Hébrides, mais en tant que tel est très proche de ceux de lExercitus Scoticanus

En Écosse, comme dans tous les pays occidentaux au Moyen Âge, la société reposait en grande partie sur une organisation militaire.
Après « la conquête normande » de David Ier, on distingue deux catégories de guerriers écossais. La première, l’exercitus Scoticanus (« armée écossaise » aussi appelée « armée ordinaire ») était composée d'écossais de souche tandis que la seconde l’exercitus militaris (« armée féodale ») comprenait de nombreux chevaliers français et anglais.

## L'exercitus Scoticanus
L'armée ordinaire constituait la majeure partie des forces armées en Écosse durant la période antérieure aux Stuarts. Cependant, dans une Europe ou la chevalerie dominait, elle était beaucoup moins prestigieuse que celle féodale. Jusqu'au milieu du XIIe siècle, les Scots, comme beaucoup d'Européens du Haut Moyen Âge, menaient en effet couramment des raids afin de se fournir en esclaves. Ils le faisaient vraisemblablement entre clans adverses, mais le principal témoignage d'une telle pratique ne relate que les expéditions menées contre leurs voisins normands et anglo-saxons. Pour John Gillingham cet usage, entre autres, explique pourquoi les Scots (et les autres Celtes) étaient considérés comme particulièrement barbares par leurs voisins « francs », les Français ayant en grande partie abandonné ce type de guerre. Siméon de Durham écrit que

Le Máel Coluim évoqué ici est le roi Malcolm III, qui épousa en 1070, l'année même de ce raid, la princesse anglaise Marguerite de Wessex, qui fut canonisée par la suite. Malgré ses efforts, celle-ci ne parvint pas à empêcher la plupart de ces raids, en particulier ceux contre les Anglais. Symeon ainsi que la Chronique anglo-saxonne rapportent en effet des raids postérieurs, en particulier en 1079. Ceux-ci ne stoppèrent finalement qu'au milieu du XIIe siècle.

## L'exercitus militaris

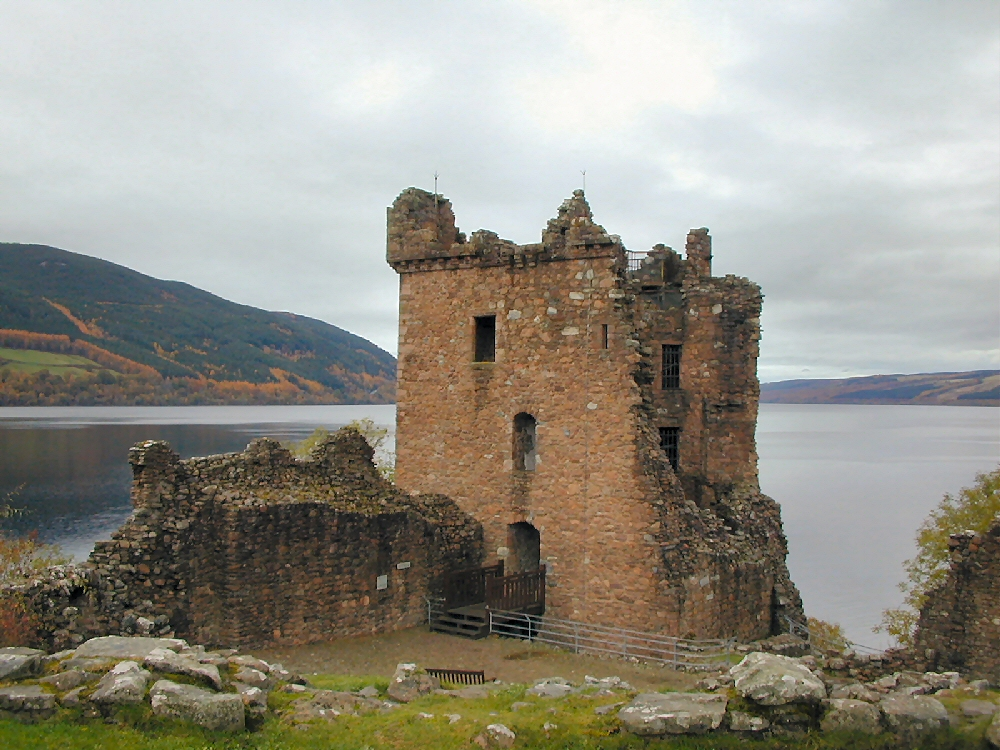
Les ruines de la tour principale d'Urquhart Castle. Après la conquête de Moray vers 1130, ce château fut un parmi les dizaines construits dans la région pour les Francs fidèles au roi.

Comme beaucoup de changements de cette période, la constitution de l'armée féodale remonte principalement au règne de David I, bien que des chevaliers français et anglais aient été employés ponctuellement par ses frères plus âgés. La tension créée par ces chevaliers est bien perceptible dans des sources de l'époque. À la bataille de l'Étendard, les Gaëls s'opposèrent au placement des soldats français dans la caravane de l'armée royale. Ailred de Rievaulx attribue cette opposition au Galwégiens, mais il s'agissait en réalité des Gaëls écossais en général puisque le porte-parole ayant formulé cette opposition était Máel Ísu, le Mormaer de Strathearn et noble de plus haut rang de l'armée. Ailred rapporte un long discours de Robert de Brus, ancien vassal de David, qui reproche au roi d'avoir trahi son peuple en envahissant l'Angleterre normande avec une armée de barbares gaéliques. David est néanmoins forcé de satisfaire les Gaëls, ce qui sera la raison principale de la défaite écossaise selon Ailred de Rielvaux.
Malgré cela, au cours du siècle et demi qui suivit, le système guerrier féodal français s'imposa en Écosse. David confia à des guerriers français le contrôle de la frontière entre ses terres du vieux royaume de Strathclyde et l'ouest Norse-Gaélique, établissant ce qui sont essentiellement des seigneuries frontalières dans les comtés du Renfrew (la seigneurie de Stewart de Strathgryfe), d'Annandale (accordé à Robert de Brus) et de Cunninghame. Au XIIIe siècle, les familles nobles de langue française, en particulier celle des Comyns, s'élevèrent au sommet de la noblesse écossaise en devenant Mormaer, notamment à Buchan, Menteith ou Angus. À la fin de ce siècle, certains devinrent même rois.

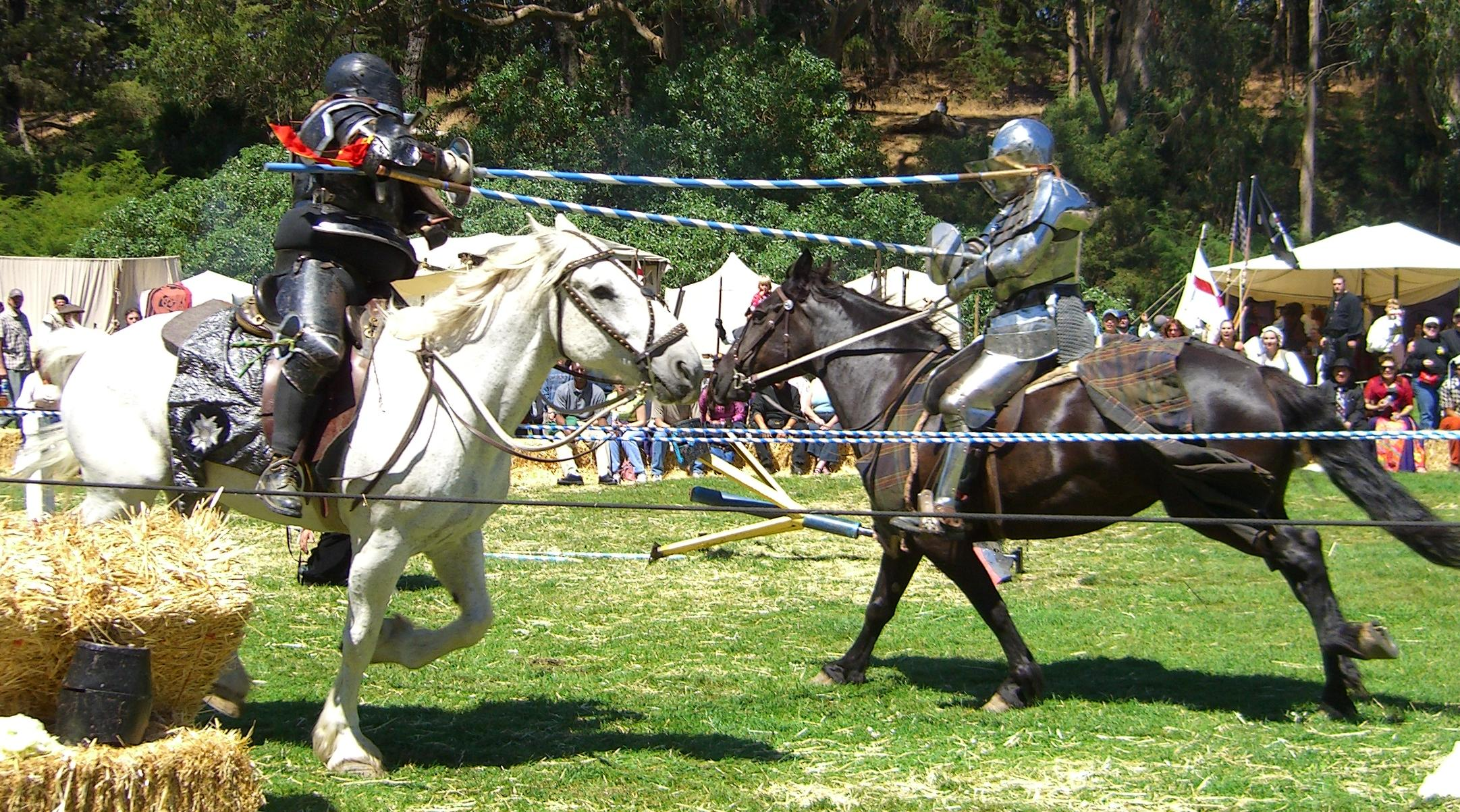
La joute était le principal divertissement des aristocrates francs du Moyen Âge. Beaucoup de rois écossais prirent part à des tournois comme le rappelle Wolfram von Eschenbach dans Parzifal, où l'exotique roi écossais est un célèbre jouteur.

Les avantages de la culture militaire française étaient multiples. Les chevaliers français possédaient de coûteuses armures, tandis que les Scots étaient « nus » (d'armure, plutôt que de vêtements). Ils avaient une cavalerie lourde, des armes efficaces telles que l'arbalète, des machines de siège et des techniques de fortification bien plus efficaces et avancées que ce que possédaient les Scots. De plus, leur culture, en particulier leur idéologie féodale, faisait d'eux des vassaux fiables, et parce qu'ils étaient étrangers, bien plus dépendants du roi. Avec le temps, les Scots, comme les Anglais, prirent les habitudes des Français, qui adoptèrent aussi certaines pratiques militaires gaéliques, de sorte que vers la fin de la période, une culture militaire mixte existait dans le royaume.
L'armée féodale passe pour avoir été détruite à la bataille de Dunbar en 1296, les Scots dépendant alors de nouveau de l'armée gaélique. Cependant, Dunbar semble avoir été essentiellement une échauffourée entre les Écossais et les Anglais. Il y a peu de preuves d'un engagement général des troupes. Grâce à deux siècles d'adaptation et à la domination du Scoto-Normand Robert Bruce, qui parle le gaélique, cette armée parvient à résister aux tentatives de mainmise de la couronne d'Angleterre.